# فائق زيدان
فائق زيدان (9 آذار 1967 - ) قاضٍ عراقي، ورئيس محكمة التمييز الاتحادية، عُيّنَ رئيساً لمجلس القضاء الأعلى العراقي، ابتداء من يوم 15 كانون الثاني سنة 2017.

## سيرته
هو فائق زيدان خلف فرحان العبودي، ولد يوم 9 آذار عام 1967 بمدينة بغداد، وتنحدر عائلته من قضاء الشطرة في محافظة ذي قار جنوب العراق، وهو متزوج ولديه 6 أبناء ثلاثة منهم إناث. حصل على درجة الدكتوراه في القانون العام
حصل فائق زيدان على درجة البكالوريوس في القانون من جامعة بغداد عام 1991، ثم عمل محامياً لمدة ست سنوات، وبعد عامين من دراسة العلوم القضائية في المعهد القضائي ببغداد أصبح زيدان قاضياً عام 1999.

## مؤلفات
- سلطة المحكمة الجزائية في تقدير اعتراف المتهم .
- بصمة الإبهام كدليل في الاثبات .
- تطبيق القانون من حيث الزمان .
- المحكمة الاتحادية العليا في العراق - رسالة ماجستير .
- رقابة القضاء الدستوري على الحدود الدستورية بين السلطات – دراسة مقارنة (العراق – لبنان – مصر) - اطروحة دكتوراه.[7] في الجامعة الإسلامية في لبنان.[8][9]